# Żuki (województwo wielkopolskie)
Żuki – wieś w Polsce położona w województwie wielkopolskim, w powiecie tureckim, w gminie Turek.
Do 1937 roku siedziba gminy Pęcherzew. W latach 1975–1998 miejscowość należała administracyjnie do województwa konińskiego.
W latach 1999–2008 w miejscowości funkcjonowało gimnazjum, do którego uczęszczali uczniowie z okolicznych wiosek, która została przeniesiona do Słodkowa